# Hupac
Die Hupac AG (offiziell ital.: Hupac SA) ist eine im alpenquerenden Güterverkehr auf dem Schienenweg tätige Schweizer Unternehmensgruppe. Sie betreibt sowohl begleitet (ganzer Sattelzug) wie unbegleitet (nur Sattelauflieger oder Seecontainer ohne Zugfahrzeug) den sogenannten kombinierten oder intermodalen Verkehr. Der Name wurde aus Huckepack hergeleitet, der nicht mehr gebräuchlichen Bezeichnung für den kombinierten Güterverkehr. Der Hauptsitz befindet sich im Grenzort Chiasso im Kanton Tessin. Direktor der Hupac-Gruppe, die Ende 2023 aus 24 Unternehmen mit Sitz in der Schweiz, in Deutschland, Italien, Spanien, den Niederlanden, Belgien, Polen, Russland und China bestand, ist Michail Stahlhut.
Hupac beschäftigte per Ende 2023 insgesamt 712 Mitarbeiter und erzielte einen Umsatz von 648,1 Millionen Schweizer Franken. Das Unternehmen beförderte mit täglich 130 Zügen insgesamt 974'720 Strassensendungen (2022: 1'103'693) beziehungsweise 1'866'000 TEU im Kombinierten Verkehr Strasse/Schiene.
Am Aktienkapital von 20 Millionen Franken sind mit 72 % Transport- und Speditionsunternehmen aus der Schweiz, Deutschland, Italien, Frankreich, Österreich, Belgien und den Niederlanden sowie mit 28 % mehrere Bahnunternehmen beteiligt (24 % SBB). Die Hupac AG ihrerseits hält an verschiedenen Unternehmen im Tätigkeitsumfeld des kombinierten Verkehrs wesentliche Minderheitsbeteiligungen, darunter die Kombi-Operateure Cemat und RAlpin, die Terminalgesellschaft Combinant und der Datenverarbeitungsdienstleister Cesar Information Services.
Da die Schweizerische Verkehrspolitik eine Verlagerung des alpenquerenden Güterverkehrs von der Strasse auf die Schiene zum Ziel hat, kann Hupac auf staatliche Fördermittel aus Treibstoffzöllen zählen. So wurde beispielsweise die Terminals in Busto Arsizio-Gallarate in Norditalien und Singen (Hohentwiel) mit solchen Fördergeldern aus der Schweiz finanziert.

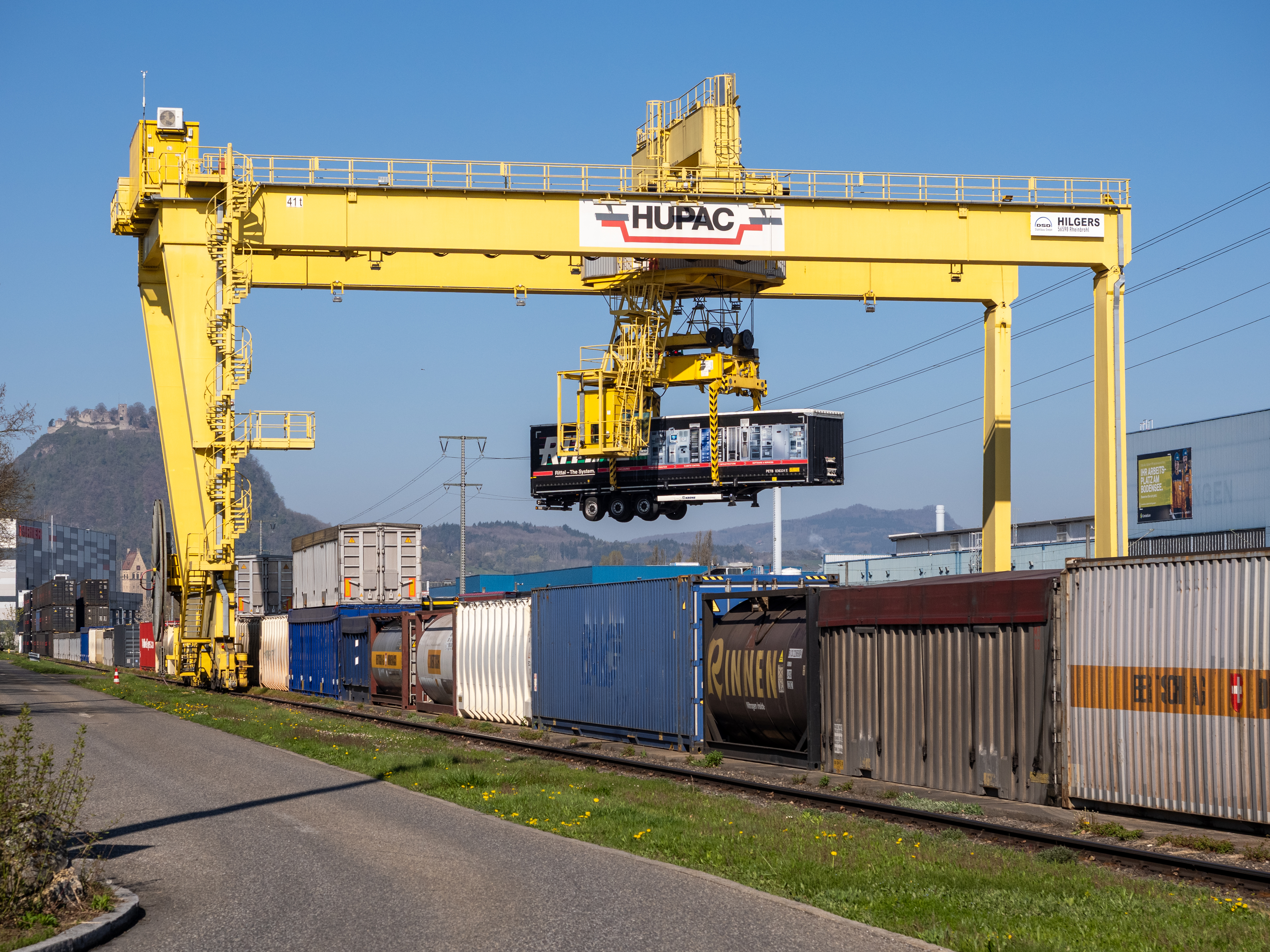
Umschlagbahnhof in Singen (Hohentwiel)

## Hupac-Gruppe

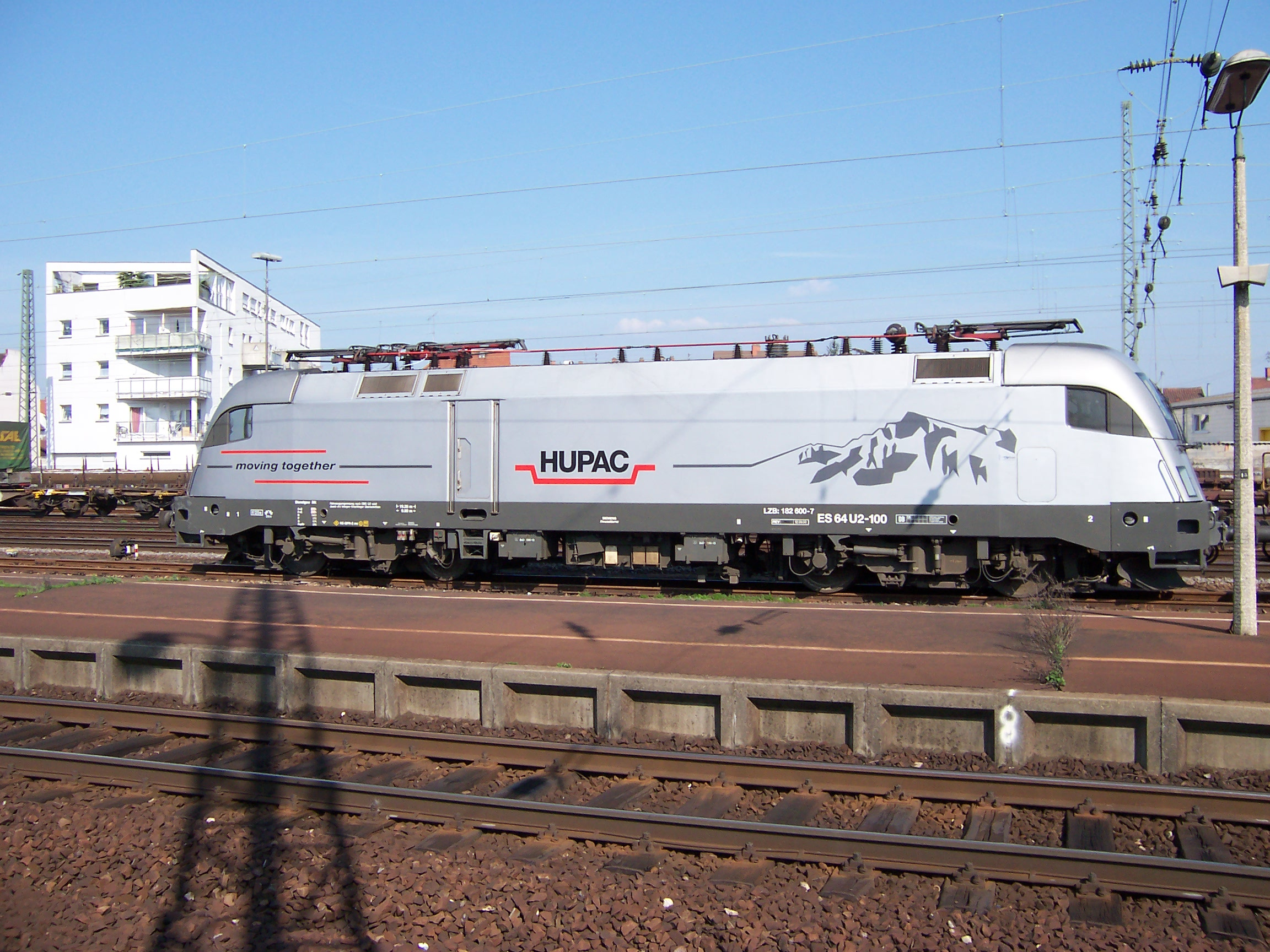
HUPAC-Lokomotive des Typs Siemens ES64U2

Unter dem Dach der Hupac AG mit Sitz in Chiasso, welche das Anlagevermögen bewirtschaftet, wird das operative Geschäft über verschiedene Beteiligungsgesellschaften betrieben.
- Hupac Intermodal AG, Chiasso (100 %)
- Hupac SpA, Busto Arsizio (97 %), ein Eisenbahnverkehrsunternehmen
- Hupac GmbH, Singen (100 %)
- Termi AG, Chiasso (100 %)
  - Termi SpA, Busto Arsizio (5 % direkt, 95 % über Termi AG, Chiasso)
- Fidia SpA, Mailand (97 %)
- Hupac Intermodal Italia Srl, Busto Arsizio (100 %)
- Hupac Intermodal BVBA, Antwerpen (99,94 % direkt, 0,06 % über Hupac Intermodal NV, Rotterdam)
- Hupac Intermodal NV, Rotterdam (100 %)
- Centro Intermodale SpA, Mailand (100 %)
  - Terminal Piacenza Intermodale SrL, Piacenza
- Piacenza Intermodale Srl, Piacenza (100 %)
- Hupac LLC, Moskau (98 %)

Die Hupac LLC in Moskau wurde im Februar 2014 gegründet; ihre Aufgabe ist die Beschaffung und Vermietung von Rollmaterial.
- Intermodal Express LLC, Moskau (75 %, 25 % bei Andrey Munkin)
- Hupac Terminal Brwinów Sp. z o.o., Brwinów (100 %)
- Hupac International Logistics (Shanghai) Co. Ltd, Shanghai (100 %)
- ERS Railways GmbH, Hamburg (100 %)
- Combiconnect Srl, Mailand (80 %)
- Centro Interportuale Merci CIM SpA, Novara (91,34 %)
- Combiconnect Köln Nord GmbH, Köln (100 %)
- Rail Terminal Chemelot (RTC) BV, Geleen (60 %)
- Hupac Ibérica SL, Barcelona (100 %)

Ferner hält Hupac folgende Minderheitsbeteiligungen:
- Mercitalia Intermodal SpA, Mailand (34,48 %)
- Terminal Alptransit Srl, Mailand (42 %)
- Cesar Information Services Scarl, Bruxelles (25,1 %)
- Combinant NV, Antwerpen (35 %)
- Gateway Basel Nord AG, Basel (33,33 %)
- RAlpin AG, Olten (33,11 %)
- SBB Cargo International AG, Olten (25 %)
- Duisburg Gateway Terminal GmbH, Duisburg (26 %)
- DX Intermodal GmbH, Frankfurt am Main (44 %)
- boxXpress GmbH, Hamburg (47 %)
- Terminal Singen TSG GmbH, Singen (50 %)

## Verbindung der Rollenden Autobahn
Seit 2011 wird die RoLa durch die Schweiz von der Tochtergesellschaft RAlpin betrieben.

## Verbindungen im unbegleiteten kombinierten Verkehr (UKV)

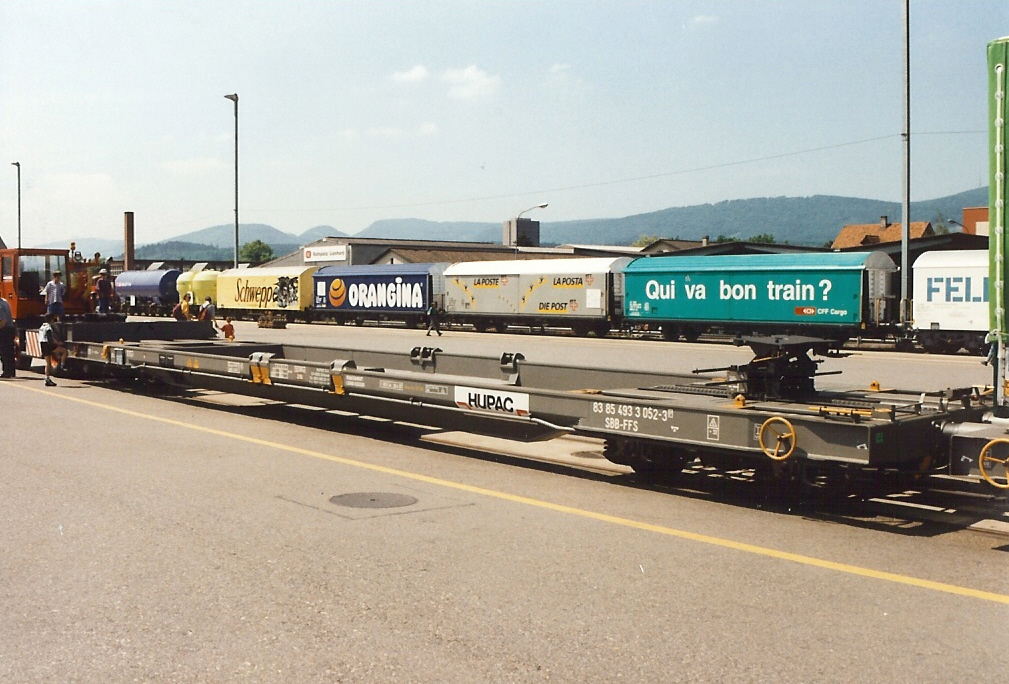
Spezialwaggon der HUPAC für Sattelauflieger

Ca. 170 Verbindungen im Kombinierten Verkehr auf folgenden Strecken:
- Skandinavien ⇔ Italien
- Deutschland ⇔ Italien
- Niederlande ⇔ Italien
- Belgien ⇔ Italien
- Import/Export Schweiz transalpin
- Binnenverkehr Schweiz transalpin
- Import/Export Schweiz nicht transalpin
- Benelux/Deutschland ⇔ Südosteuropa
- Benelux/Deutschland ⇔ Polen
- Belgien ⇔ Südfrankreich/Spanien

## Infrastruktur
Hupac betreibt Umladeterminals in der Schweiz (Aarau, Basel, Chiasso, Lugano Vedeggio), Italien (Busto Arsizio-Gallarate, Piacenza, Novara), Deutschland (Singen), Belgien (Antwerpen) und Niederlande.
Der Rollmaterialpark umfasst rund 5900 Bahnwagen und 13 Lokomotiven. Ein Instandhaltungswerk in Busto Arsizio ist für den Unterhalt der Fahrzeuge zuständig.